# Reverser Northern Blot
Der Reverse Northern Blot ist eine molekularbiologische Methode  bei der mit markierter cDNA die Expression mehrerer Gene simultan untersucht werden kann.
Der Name leitet sich vom Northern Blot ab, bei dem RNA, die aus gewebespezifischen Zellen isoliert wurde, nach einer Gelelektrophorese auf eine Membran übertragen wird, um dann mit einer spezifischen Gensonde die Expression dieses Gens nachzuweisen. Beim Reverse Northern Blot wird die RNA ebenso isoliert, dient aber als Template für eine RT-PCR. Durch Verwendung von radioaktiven oder modifizierten Nukleotiden entsteht eine cDNA-Sonde. Diese wird genutzt, um Membranen zu hybridisieren, auf die zuvor PCR-Produkte oder klonierte cDNA aufgebracht (engl. „DNA spot“), und wie im Southern Blot denaturiert wurde. Positive Signale zeigen jetzt an, ob das entsprechende Gen im untersuchten Gewebe exprimiert wird. 
Die Methode kann als Vorgänger der DNA-Chip-Technologie betrachtet werden.